# São Martinho (Funchal)
São Martinho est une freguesia portugaise située dans la ville de Funchal, dans la région autonome de Madère.
Avec une superficie de 8,06 km2 et une population de 20 636 habitants (2001), la paroisse possède une densité de 2 560,3 hab/km2.

## Tourisme
São Martinho, est une station balnéaire, très fréquentée, pour sa plage de galets de Praia Formosa. Le terminal pétrolier et les stockages d'hydrocarbures ont été démontés au début des années 2010.

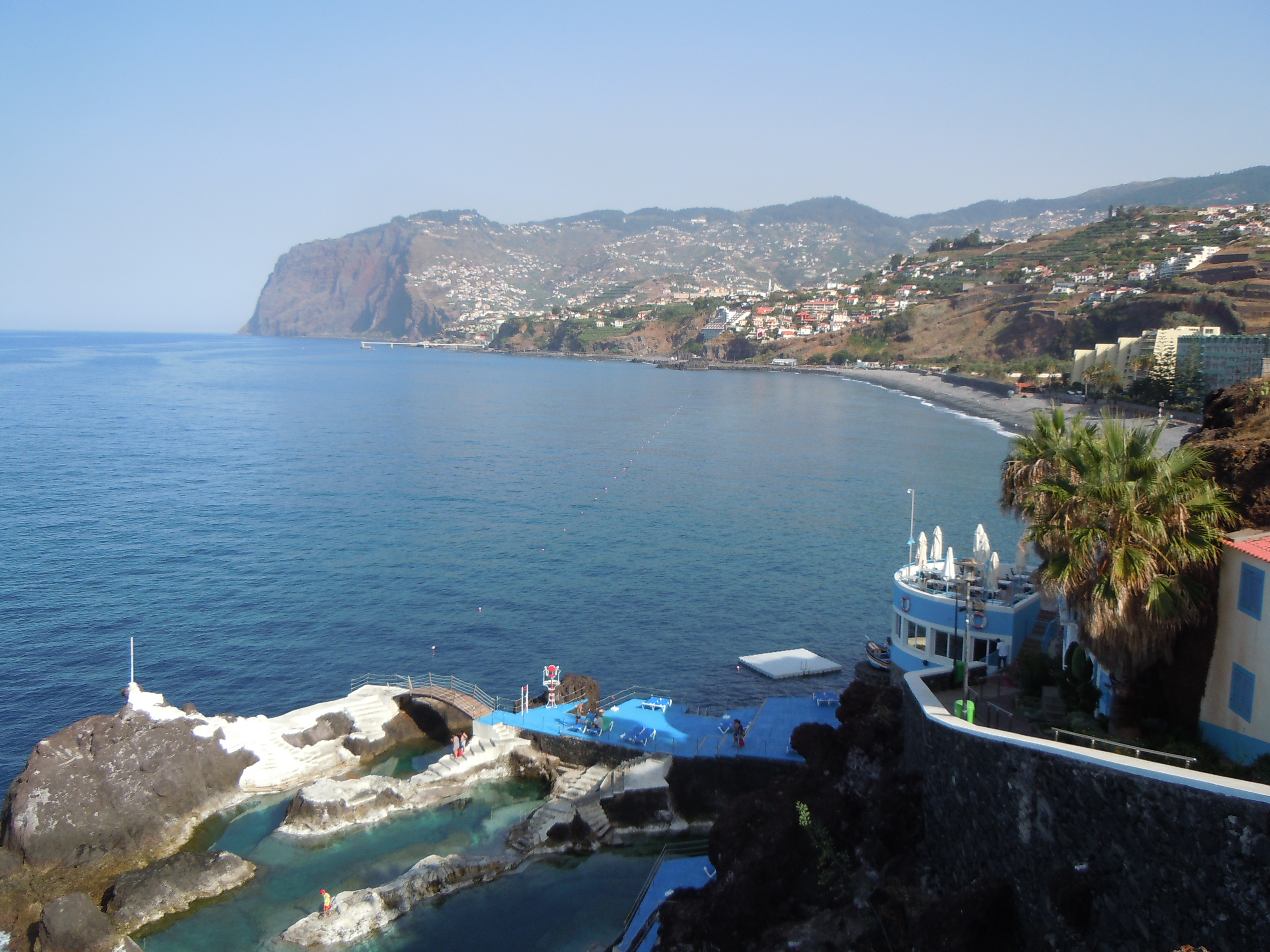
Praia Formosa depuis la piscine d'eau de mer de Doca do Cavacas.
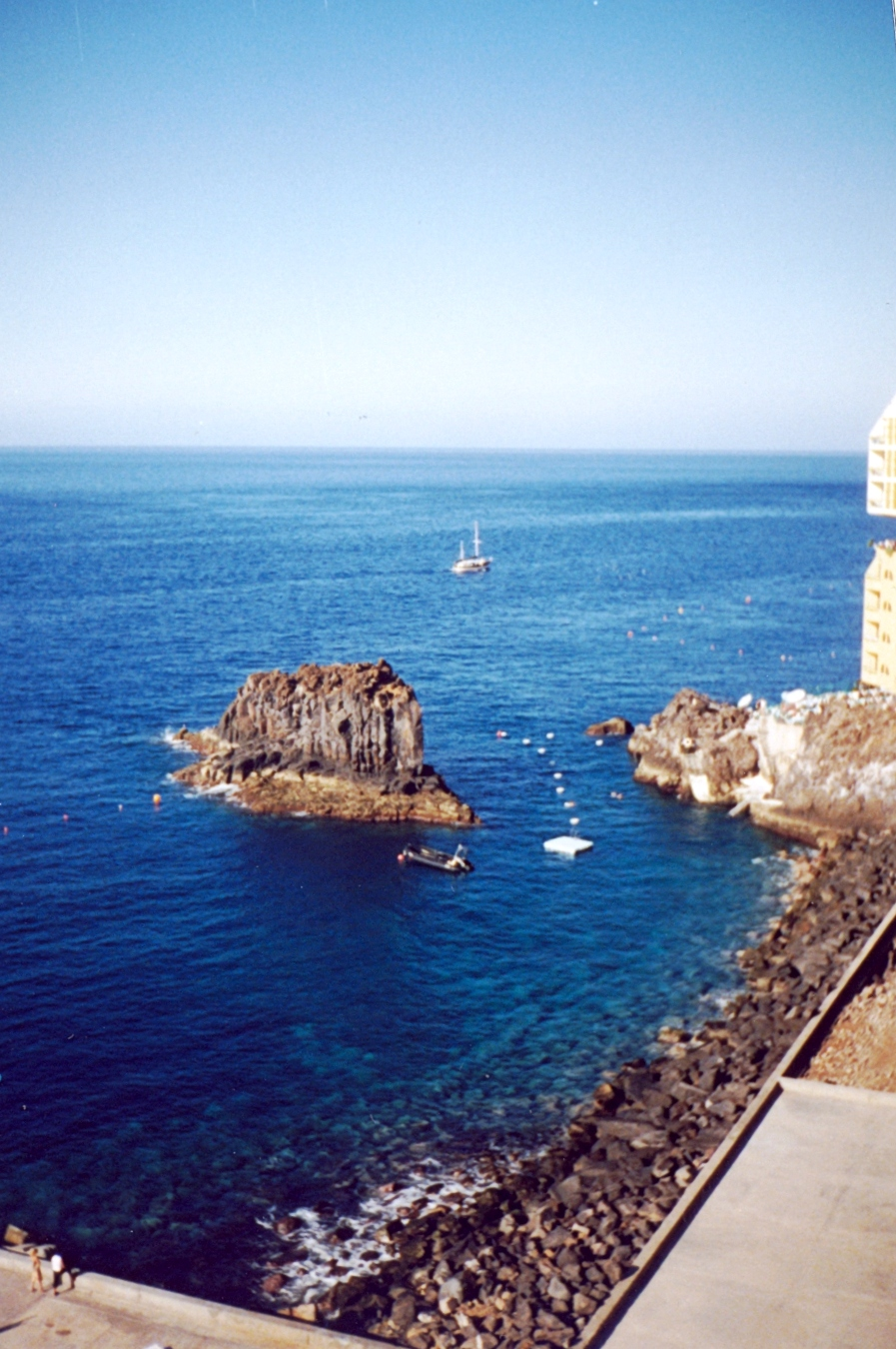
Îlot de Forja.